# SP-059
La SP-059, también conocida como Interligação Baixada o Interligação Planície, es una carretera brasileña del estado de São Paulo. Sirve de comunicación entre las carreteras Imigrantes y Anchieta en el tramo que transcurre en la planicie.
Posee solamente 1,8 kilómetros, con dos carriles en cada sentido durante todo su recorrido. Forma parte del Sistema Anchieta-Imigrantes y es administrada por la concesionaria privada Ecovias.
Su función es desviar el tráfico de la carretera Anchieta hacia Imigrantes y viceversa. Es utilizada durante las operaciones especiales de ascenso y descenso, cuando los tramos de sierra de ambas carreteras sufren reversión en el sentido de sus carriles.